# Veckad kalkkantlav
Veckad kalkkantlav (Lecanora crenulata) är en lavart som beskrevs av Hook. Veckad kalkkantlav ingår i släktet Lecanora och familjen Lecanoraceae.  Arten är reproducerande i Sverige. Inga underarter finns listade i Catalogue of Life.